# Fred Saberhagen
Fred Thomas Saberhagen (n. 18 mai 1930, Chicago, Illinois, SUA – d. 29 iunie 2007, Albuquerque, New Mexico, SUA) a fost un scriitor american de literatură științifico-fantastică și de  fantezie. Este cel mai notabil pentru seria sa de povestiri și romane SF Berserker (în care apar sonde auto-replicatoare numite Berserker dotate cu oarecare inteligență artificială care distrug alte specii inteligente din univers la apariția acestora).
Saberhagen a scris de asemenea o serie de romane cu vampiri ca protagoniști (printre care și bine-cunoscutul vampir Dracula) și o serie de romane mitologice magice postapocaliptice începând cu popularul său Empire of the East și continuând cu lunga serie de romane Swords și Lost Swords.
Saberhagen a murit de cancer, în Albuquerque, New Mexico.

## Legături externe
- Site web oficial
- Fantastic Fiction Author Page
- Fred Saberhagen la Internet Speculative Fiction Database
- 1977 article by Saberhagen on the Berserker series in Algol magazine
- 1980 article by Saberhagen on the Berserker series from The Great Science Fiction Series, ed. Frederik Pohl, Martin H. Greenberg & Joseph Olander, Harper & Row 1980
- 1991 interview with Saberhagen in Starlog magazine
- 1997 interview with Saberhagen in Talebones magazine
- 2001 interview with Saberhagen Arhivat în 7 iunie 2009, la Wayback Machine. at Crescent Blues
- 2004 interview with Saberhagen Arhivat în 1 mai 2012, la Wayback Machine. at Baen Books
- Obituary Arhivat în 24 august 2007, la Wayback Machine. from the Albuquerque Tribune
- Fred Saberhagen's online fiction Arhivat în 15 mai 2006, la Wayback Machine. at Free Speculative Fiction Online; includes Brother Assassin, The Berserker Wars and The Berserker Throne